# Eupithecia wilemani
Eupithecia wilemani là một loài bướm đêm trong họ Geometridae.